# Мегафонна дипломатія
Мегафонна дипломатія (англ. megaphone diplomacy) — спосіб досягнення цілей зовнішньої політики шляхом підкреслено гучних публічних заяв та використання засобів масової інформації та інструментів пропаганди.
Термін був запроваджений в 1917 році кадровим британським дипломатом Ернстом Сатоу і спочатку мав негативне забарвлення (сам Сатоу вважав, що публічність перешкоджає досягненню мету методами перемовин та класичної дипломатії).
Попри це методи мегафонної дипломатії часто застосувалися і в XX, і в XXI сторіччі, зокрема й президентами США Рональдом Рейганом та Джозефом Байденом.